# Eve Arden
Eve Arden, egentligen Eunice Quedens, född 30 april 1908 i Mill Valley, Marin County, Kalifornien, död 12 november 1990 i Woodland Hills, Los Angeles, Kalifornien, var en amerikansk skådespelare och komiker verksam under närmare sex decennier.

## Biografi
Arden begick scendebut i en teaterensemble vid 16 års ålder och filmdebut 1929. Hon uppträdde i New York första gången 1934 i Ziegfeld Follies. Hon var en framstående komedienne, ofta i roller som hjältinnans bästa väninna som kom med kvicka, lite syrliga repliker. 1946 Oscar-nominerades hon i kategorin bästa kvinnliga biroll för filmen Mildred Pierce – en amerikansk kvinna.
Under åren 1948–1957 spelade hon rollen som engelsklärarinnan Connie Brooks i radioshowen Our Miss Brooks (Våran fröken på svenska). Denna blev mycket populär och ledde till att en TV-version gjordes under åren 1952–1956. Arden erhöll en Emmy Award 1953 för TV-versionen.
Från 1960-talet och framåt medverkade hon som gästskådespelare i flera amerikanska TV-serier, men lämnade inte helt filmen. Sin allra sista TV-roll gjorde i ett avsnitt av såpan Maktkamp på Falcon Crest 1987.
Arden har tilldelats två stjärnor, en för television och en för radioinsatser, på Hollywood Walk of Fame.

## Filmografi i urval
- 1929 – Song of Love
- 1937 – Förbjuden ingång
- 1939 – En dag på cirkus
- 1940 – Kamrat X
- 1941 – En kvinna bland män
- 1941 – Som man bäddar...
- 1941 – Visslingen i mörkret
- 1941 – Ziegfeldflickan
- 1941 – Korsdrag i paradiset
- 1944 – Omslagsflickan
- 1945 – Mildred Pierce – en amerikansk kvinna
- 1946 – Night and Day
- 1946 – Vi möts och vi skiljs
- 1946 – Grabben från Brooklyn
- 1947 – Han stannade över natten
- 1947 – Otrogen
- 1948 – Pisksnärten
- 1949 – En natt med Neptun
- 1950 – Full likvid
- 1950 – Tea for Two
- 1952 – Vi är inte gifta!
- 1959 – Analys av ett mord
- 1960 – Mörkret i trappan
- 1978 – Grease
- 1982 – Grease 2